# Anatoliko Sélino

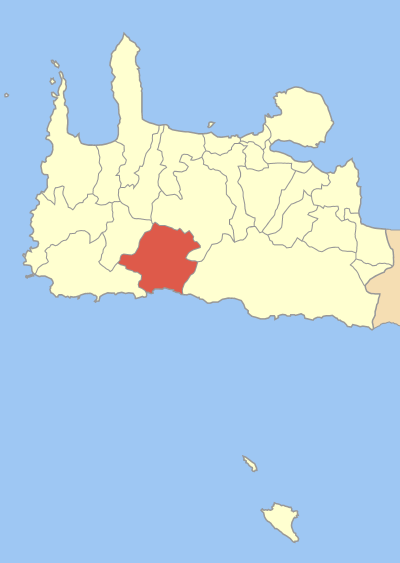
El municipi de Anatoliko Sélino a la prefectura de Khanià

Anatoliko Sélino (grec Ανατολικό Σέλινο) és un municipi al sud-oest de l'illa grega de Creta, a la prefectura de Khanià. Té una població d'uns 1500 habitants.
La capital del municipi és Kàmbanos (Kámpanos).
Altres pobles del municipi són Seliniotikos Gyros, Àgia Irini, Epanochori, Prines, Tsiskiana, Argastiri, Skafi, Pera Skafi, Maralia, Agriles, Livada, Rodovani, Kamaria, Maza, Temenia, Papadiana, Strati, Moni, Súgia, Livadas i Koustogerako.
Al seu territori hi ha la Gorja d'Àgia Irini i les restes de les antigues ciutats d'Elir, Lissos, Irtakina i Suia.